# Исакович, Михаил Александрович
Михаил Александрович Исакович (1911, Одесса — 1982, Москва) — советский физик, доктор технический наук, профессор.

## Биография
Родился в 1911 году в Одессе. Отец — адвокат Александр Соломонович Исакович (7 июля 1879 — 1938, расстрелян), который в советское время был научным сотрудником и заведующим учебной частью Одесского НИИ холодильной промышленности. Мать — Лея (Элеонора) Исааковна Исакович (в девичестве Мандельштам, 1886—1978). Племянник физика Л. И. Мандельштама.
Высшее образование получил в Одесском институте инженеров водного транспорта, который окончил в 1932 году. После этого продолжил образование в аспирантуре МГУ.
После окончания аспирантуры в 1938 году приступил к преподавательской работе в Московском и Орловском педагогических институтах.
Во время Великой Отечественной войны преподавал в авиашколе.
В 1945 году поступил на работу в акустическую лаборатории Физического института АН СССР им. Лебедева. В 1953 году защитил докторскую диссертацию.
С 1954 по 1982 год работал Акустическом институте АН СССР. Параллельно с 1957 года и до конца дней работал преподавателем в Московском физико-техническом институте.
С 1979 года являлся членом редколлегии и автор статей в энциклопедии «Ультразвук».

## Научные интересы
Сфера научных интересов включала проблематику вязкоупругости и рассеяние волн шероховатыми и неоднородными поверхностями.
Также ученого интересовали вопросы распространения звука в микронеоднородных средах.
Является автором теории звуко- и виброизолирующего действия системы одинаково настроенных, близко расположенных резонаторов, помещаемой в волноводы на колеблющиеся пластины, стержни и другие конструкции. Предложил метод звукоизоляции, основанный на создании на стенках волновода периодических неровностей(совместно с В.В. Тютекиным  и В.И. Кашиной). Уже в зрелом возрасте выполнил цикл работ посвященных колебаниям и волнам в стержнях сложных конфигураций, результаты которых используются при создании новых ультразвуковых хирургических инструментов.
Является автором более 70 научных публикаций.

## Семья
- Дед — почётный гражданин Соломон Леонтьевич Исакович, председатель правления Фёдоровского общества вспомоществования служащим в типографиях — вместе с женой Рашелью Моисеевной Исакович (урождённой Бейленсон, 1853—1939)[6] с 1893 года владел доходным домом на улице Гаванной, № 10/12, угол Дерибасовской, № 22 (совладельцем которого в 1908 году стал отец М. И. Исаковича).
- Сестра — Наталья Александровна Райская (урождённая Исакович, 31 октября 1913 — 1988)[7], редактор отдела физики Всесоюзной государственной библиотеки научной литературы. Сестра Нина (8 мая 1909 —?)[8].
- Двоюродный брат — Сергей Леонидович Мандельштам (1910—1990), физик.
- Племянники — Владимир Игоревич Арнольд, математик; Дмитрий Игоревич Арнольд (1939—2019), физик[9].

## Избранные труды
- М. А. Исакович, «Л. И. Мандельштам и распространение звука в микронеоднородных средах» // УФН, 129:3 (1979),
- М. А. Исакович, И. А. Чабан, «Акустическое поведение сильновязких жидкостей и теория жидкости» // Докл. АН СССР, 165:2 (1965),
- M. A. Isakovich, S. M. Rytov, A. V. Gaponov-Grekhov, «Scientific session of the Division of General Physics and Astronomy and the Division of Nuclear Physics of the Academy of Sciences of the USSR», // Phys. Usp., 22:8 (1979),
- Общая акустика : Учеб. пос. / М. А. Исакович. М.: Наука, 1973 г.